# Nickel(II) molybdat
Nickel(II) molybdat là một hợp chất vô cơ của niken với nhóm molybdat với công thức hóa học NiMoO4. Muối màu lục này có khả năng hòa tan kém trong nước.

## Điều chế
Nickel(II) molybdat có thể thu được bằng cách cho nickel(II) oxit phản ứng với molybden(VI) oxit. Cũng có thể tạo ra muối bằng phản ứng giữa dung dịch amoni molybdat với dung dịch nickel(II) chloride.
{\displaystyle \mathrm {NiO+MoO_{3}\ \longrightarrow {}\ NiMoO_{4}} }
{\displaystyle \mathrm {NiCl_{2}+(NH_{4})_{2}MoO_{4}\ \longrightarrow {}\ NiMoO_{4}\downarrow \ +\ 2\ NH_{4}Cl} }

## Tính chất
Nickel(II) molybdat là chất rắn màu xanh lục, không mùi, ít tan trong nước. Hiện đã biết ba dạng của hợp chất, trong đó dạng α có cấu trúc tinh thể đơn nghiêng với nhóm không gian C2/m, giống coban(II) molybdat. Từ 602 ℃, dạng β xuất hiện cũng có cấu trúc tinh thể đơn tà với nhóm không gian C2/m, giống với scheelit. Dạng γ phát sinh ở 6,5 GPa và 700 ℃ và có cấu trúc tinh thể đơn tà với nhóm không gian P2/c.

## Sử dụng
Nickel(II) molybdat được sử dụng làm chất xúc tác trong ngành công nghiệp dầu khí cho phần dầu của naphtha, dầu hỏa và diesel. Nó cũng được sử dụng rộng rãi như một chất trung gian cho các mục đích xúc tác.

## Hợp chất khác
NiMoO4 còn tạo một số hợp chất với NH3, như NiMoO4·½NH3 là chất rắn màu vàng, NiMoO4·2NH3·H2O là chất rắn màu xanh lục, NiMoO4·4NH3·2H2O là chất rắn màu xanh lam, NiMoO4·5NH3·H2O là tinh thể màu xanh sapphire hay NiMoO4·6NH3 là tinh thể tím.